# Cinderella (banda sonora)
Rodgers + Hammerstein's Cinderella es la banda sonora de la primera producción de Broadway del musical Cinderella, con música de Richard Rodgers, letras de Oscar Hammerstein II y un libro de Douglas Carter Beane basado en partes en el libro de Hammerstein publicado en 1957. La historia es basada en el cuento de hadas La Cenicienta, particularmente en la versión francesa Cendrillon, ou la Petite Pantoufle de Vair de Charles Perrault. La producción abrió en 2013. En la trama de Beane, Cinderella le abre los ojos al Príncipe para que se de cuenta de la injusticia cometida en su reino.
El álbum del elenco original, producido por Ghostlight Records fue publicado digitalmente el 7 de mayo de 2013, con una edición física publicada el 4 de junio de 2013. El álbum incluye las canciones más conocidas de la versión original del musical y también cuenta con cuatro canciones del catálogo de Rodgers y Hammerstein, incluyendo «"Now is the Time"», cortada desde South Pacific. El elenco incluye a Laura Osnes en el papel principal, Santino Fontana como El Príncipe, Victoria Clark como La Loca Marie/El Hada Madrina, Harriet Harris como la Madrastra de Cenicienta, Peter Bartlett como el Primer Ministro, Ann Harada y Marla Mindelle como Las Hermanastras Charlotte y Gabrielle, y Greg Hildreth como el Rebelde Jean-Michel.

## Lista de canciones
| N.º | Título                                          | Duración |  |
| 1.  | «Overture»                                      | 2.25     |  |
| 2.  | «Prologo»                                       | 1.24     |  |
| 3.  | «Me, Who Am I?»                                 | 2.24     |  |
| 4.  | «In My Own Little Corner»                       | 3.17     |  |
| 5.  | «The Prince Is Giving a Ball"/"Now Is the Time» | 6.34     |  |
| 6.  | «In My Own Little Corner (Reprise)»             | 3.39     |  |
| 7.  | «Impossible»                                    | 2.21     |  |
| 8.  | «Transformations»                               | 2.10     |  |
| 9.  | «It's Possible»                                 | 1.25     |  |
| 10. | «Ten Minutes Ago»                               | 2.52     |  |
| 11. | «Cinderella Waltz»                              | 2.24     |  |
| 12. | «Ten Minutes Ago (Reprise)»                     | 1.40     |  |
| 13. | «Stepsister's Lament»                           | 2.40     |  |
| 14. | «The Pursuit»                                   | 4.26     |  |
| 15. | «He Was Tall»                                   | 1.30     |  |
| 16. | «When You're Driving Through the Moonlight»     | 2.55     |  |
| 17. | «A Lovely Night»                                | 2.31     |  |
| 18. | «A Lovely Night (Reprise)»                      | 0.49     |  |
| 19. | «Loneliness of Evening»                         | 1.53     |  |
| 20. | «Announcing the Banquet»                        | 1.26     |  |
| 21. | «There's Music in You»                          | 3.14     |  |
| 22. | «Do I Love You Because You're Beautiful?»       | 2.37     |  |
| 23. | «The Shoe Fits»                                 | 1.32     |  |
| 24. | «The Proposal»                                  | 1.07     |  |
| 25. | «The Wedding»                                   | 2.50     |  |
| 26. | «Exit Music: Cinderella March»                  | 1.18     |  |